# جونگ هیوی-سون
جونگ هیوی-سون (انگلیسی: Jeong Hyoi-soon؛ زادهٔ ۲۸ آوریل ۱۹۶۴) بازیکن هندبال اهل کره جنوبی بود.
از افتخارات وی میتوان به کسب مدال نقره در بازی‌های المپیک تابستانی ۱۹۸۴ اشاره کرد.